# Теллеген, Тоон
Тоон Теллеген (нидерл. Toon Tellegen; род. 18 ноября 1941, Брилле) — нидерландский прозаик и поэт, известный своими парадоксальными сказками для детей и взрослых. Настоящее имя Антониус Отто Германнус (Antonius Otto Hermannus).
В России его иногда называют «амстердамским Хармсом». Для автора характерны парадоксальные сюжеты, несоответствие размеров героев, абсурдизм.

Очень часто, выходя от Белки, Слон падал с верхушки бука и ходил потом в шишках и ссадинах. Однажды специально для него Белка смастерила табличку с надписью «Не падать!» и повесила её у двери.

Отмечают некоторую схожесть сказок Теллегена и сказок Сергея Козлова («Ёжик в тумане»).

## Биография
Родился 18 ноября 1941 года в городе Брилле (Нидерланды). Тоон Теллеген получил высшее медицинское образование. В 1970—1973 годах работал врачом в Кении, затем поселился в Амстердаме. До 1997 года совмещал врачебную практику и творчество.
Ещё мальчиком будущий писатель часто слушал рассказы своего русского деда, который родился в 1875 году в Санкт-Петербурге и в 1918 году вместе с семьёй бежал от новой власти в Голландию.

## Произведения
Автор более 20 поэтических книг (с 1980 года), 4 книг сказок для взрослых и более 20 — для детей.

### Изданные на русском языке
- Не все умеют падать. — М.: «Захаров», 2001. — 124 стр. — ISBN 5-8159-0175-X.
- Две старые старушки (Twee Oude Vrouwtjes). — М.: «Захаров», 2003. — 106 стр. — ISBN 5-8159-0346-9.
- Поезд в Павловск и Остфоорне (De trein naar Pavlovsk en Oostvoorne). — «Гиперион», 2003. — 176 стр. — ISBN 5-89332-078-6.
- Почти взаправду. — М.: «Захаров», 2004. — 160 стр. — ISBN 5-8159-0380-9.
- Когда все бездельничали (Toen Niemand Iets Те Doen Had). — М.: «Захаров», 2004. — 160 стр. — ISBN 5-8159-0437-6.
- Как выздоравливал сверчок. — М.: «Захаров», 2005. — 144 стр. — ISBN 5-8159-0500-3.
- Неужели никто не рассердится? (Is er dan niemand boos?). — М.: «Захаров», 2005. — 96 стр. — ISBN 5-8159-0439-2.
- Прохор и Потап. — М.: «Захаров», 2005. — 128 стр. — ISBN 5-8159-0513-5.
- Письма только для своих (Brieven aan niemand anders). — М.: «Захаров», 2006. — 128 стр. — ISBN 5-8159-0615-8.
- Мой папа (Mijn vader). — М.: «Захаров», 2007. — 128 стр. — ISBN 978-5-8159-0684-6.
- Торты. — М.: «Захаров», 2008. — 120 стр. — ISBN 978-5-8159-0844-4.
- Приключения В. Швыршвырма (Mun avonturen door V. Swchwrm). — М.: «Захаров», 2008. — 144 стр. — ISBN 978-5-8159-0835-2
- Не все умеют падать. — Санкт-Петербург : Поляндрия Принт, 2019. —  120 стр. — ISBN 978-5-6041483-6-5
- Неужели никто не рассердится. — Санкт-Петербург : Поляндрия Принт, 2019. — 64 стр. — ISBN 978-5-6042025-7-9
- Письма только для своих. — Санкт-Петербург : Поляндрия Принт, 2019. — 120 стр. — ISBN 978-5-6042598-9-4
- Счастье кузнечика. — Санкт-Петербург : Поляндрия Принт, 2020. — 120 стр. — ISBN 978-5-6044252-0-6
- Как выздоравливал сверчок. — Санкт-Петербург : Поляндрия Принт, 2021. — 128 стр. — ISBN 978-5-6045050-9-0
- Спасибо! — Санкт-Петербург : Поляндрия Принт, 2021. — 80 стр. — ISBN 978-5-6046068-2-7
- Выздоравливай! — Санкт-Петербург : Поляндрия Принт, 2021. — 80 стр. — ISBN 978-5-6046068-5-8
- Думай обо мне — Санкт-Петербург : Поляндрия Принт, 2021. — 80 стр. — ISBN 978-5-6046068-6-5
- Счастливого пути! — Санкт-Петербург : Поляндрия Принт, 2021. — 80 стр. — ISBN 978-5-6046068-4-1
- Поздравляю! — Санкт-Петербург : Поляндрия Принт, 2021. — 80 стр. — ISBN 978-5-6046068-3-4

Книги «Не все умеют падать», «Неужели никто не рассердится», «Счастье кузнечика» и «Письма только для своих», выпущенные петербургским издательством «Поляндрия», сопровождаются иллюстрациями российского художника, лауреата премии Андерсена, Игоря Олейникова. Книги «Как выздоравливал сверчок», «Спасибо!», «Думай обо мне», «Выздоравливай!», «Поздравляю!» и «Счастливого пути!», выпущенные тем же издательством, сопровождаются иллюстрациями эстонской художницей Региной Луук-Тоомпере.